# Municipio de Storden
El municipio de Storden (en inglés: Storden Township) es un municipio ubicado en el condado de Cottonwood en el estado estadounidense de Minnesota. En el año 2010 tenía una población de 165 habitantes y una densidad poblacional de 1,78 personas por km².

## Geografía
El municipio de Storden se encuentra ubicado en las coordenadas 44°4′18″N 95°16′30″O / 44.07167, -95.27500. Según la Oficina del Censo de los Estados Unidos, el municipio tiene una superficie total de 92.79 km², de la cual 92,59 km² corresponden a tierra firme y (0,21 %) 0,2 km² es agua.

## Demografía
Según el censo de 2010, había 165 personas residiendo en el municipio de Storden. La densidad de población era de 1,78 hab./km². De los 165 habitantes, el municipio de Storden estaba compuesto por el 98,79 % blancos, el 0,61 % eran de otras razas y el 0,61 % eran de una mezcla de razas. Del total de la población el 0,61 % eran hispanos o latinos de cualquier raza.